# Euphyia perversata
Euphyia perversata là một loài bướm đêm trong họ Geometridae.